# Aberrant
Aberrant è un gioco di ruolo pubblicato dalla White Wolf Game Studio nel 1999, ambientato in un 2008 alternativo nel quale, nel 1998, sono cominciati ad apparire esseri umani dotati di superpoteri.
È l'ambientazione di mezzo della linea cronologica del  Trinity Universe, situato circa 90 anni dopo  Adventure!  e oltre un secolo prima di Trinity/Aeon.
Il gioco tratta come i personaggi, esseri umani dotati di superpoteri chiamati "Nova", devono adattarsi a un mondo abitato da persone comuni, così come la reazione alla comparsa improvvisa di questi superesseri. La linea originale venne dismessa nel 2002, sebbene una versione d20 System venne pubblicata nel 2004.